# Prijeradi
Prijeradi (cyr. Пријеради) – wieś w Czarnogórze, w gminie Kotor. W 2011 roku liczyła 12 mieszkańców.